# Reino da Tunísia
Reino da Tunísia (Francês : Royaume de Tunisie; Árabe: المملكة التونسية el-Mamlka et-Tūnsīya ) era uma monarquia de curta duração estabelecida em 20 de março de 1956, após a independência da Tunísia e durou até a Proclamação da República em 25 de julho de 1957 pelo primeiro-ministro Habib Bourguiba. 

## História
A Tunísia conquistou a independência em 20 de março de 1956 do protetorado francês. Lamine Bei ou Muhammad VIII, era o soberano com o título de Bei e que se tornou chefe de Estado com o título de Rei da Tunísia. Em 15 de março de 1956 foi feita a eleição para a Assembleia Nacional Constituinte, onde a escritura da constituição ficou a cargo do partido Neo Destour, que conquista todos os assentos no parlamento presidido por Habib Bourguiba. Em 11 de abril de 1956, Bourguiba se tornou primeiro-ministro e no dia seguinte o país foi inserido nas Nações Unidas. 
Enquanto isso, os poderes do monarca Lamine Bei diminuíam cada vez mais, até que a monarquia foi oficialmente e terminantemente abolida em 25 de julho de 1957. Desde então, a Tunísia se tornou uma república parlamentarista e Bourguiba foi nomeado presidente. As medidas tomadas por Bourguiba na luta pela alfabetização, combate à pobreza e direito de voto as mulheres fizeram ajudaram o presidente a se perpetuar no poder por mais de trinta anos. A constituição republicana foi oficialmente editada em 1 de junho de 1959.